# Кочубаево
Кочубаево (кирг. Көчүбаев) — село в Араванском районе Ошской области Кыргызстана. Административный центр Чек-Абадского айылного аймака.

## География
Село расположено в западной части области, на расстоянии приблизительно 2 километров (по прямой) к западу от села Араван, административного центра района. Абсолютная высота — 705 метров над уровнем моря.

## Население
Согласно оценочным данным Национального статистического комитета Кыргызской Республики, численность населения села на начало 2023 года составляла 6515 человек.
| год     | 2009 | 2014 | 2015 | 2020 | 2021 | 2023 |
| ------- | ---- | ---- | ---- | ---- | ---- | ---- |
| человек | 5004 | 5749 | 5451 | 6285 | 6390 | 6515 |